# Neuvy-en-Champagne
Neuvy-en-Champagne är en kommun i departementet Sarthe i regionen Pays de la Loire i nordvästra Frankrike. Kommunen ligger i kantonen Conlie som tillhör arrondissementet Mamers. År 2016 hade Neuvy-en-Champagne 377 invånare.

## Befolkningsutveckling
Antalet invånare i kommunen Neuvy-en-Champagne
| Referens: INSEE |